# Rolf A. Kluenter
Rolf A. Kluenter (auch Klünter; * 1956 in Bürvenich bei Köln) ist ein deutscher bildender Künstler, Filmemacher und Produzent, der überwiegend in Shanghai lebt und im asiatischen Raum lehrt und arbeitet.

## Biografie
Seine Kunstausbildung erhielt Kluenter 1976 bis 1982 beim Studium an der Kunstakademie Düsseldorf. Er gilt als Schüler von Joseph Beuys.
Frühzeitig stellte Rolf Kluenter fest, dass ihn besonders die ostasiatische Kunst von Nepal anzieht. Aus diesem starken Interesse resultierte nach dem Studium ein langer Aufenthalt an der Tribhuvan University in Kathmandu mit der Übernahme eines Lehramts, das er bis 1996 innehatte. Danach ging der Künstler an die Shanghai Theatre Academy.
Rolf Kluenter begann zunächst mit traditionellen Methoden und Mitteln zu zeichnen wie Öl auf Canvas, bevor er sich speziellen Farbdarstellungen zuwendete und „schwarz“ als das Fehlen von Farbe sowie als Gegenspieler der üblichen weißen Papiere für sich entdeckte.
In Shanghai arbeitet er seit 1996 auch als Kunstdirektor mit und für Kathy Kuai Jin (seine Ehefrau) und Richard C. Ke Minlong, die seit 1990 als Team Bodhi bonzai creativity auftreten und ihre Arbeiten mit folgenden Stichworten beschreiben:

„Art films. Experimental outlook. Paper-movie. Conceptual photography. Progressive design. Expanding boundaries. trans-MEDIA. Empowerment. Cultural appropriateness. Incentive. Trend setting. Social network. Live streaming. Artist Editions. Merchandising. Publishing. Digital Archiving. Viral marketing. Business strategies.” 
(dt: Künstlerische Filme. Experimenteller Ausblick. Papier-Film. Konzeptionelle Fotografie. Fortschrittliches Design. Grenzen erweitern. trans-MEDIA. Ermächtigung. Kulturelle Angemessenheit. Ansporn. Trends setzen. Soziales Netzwerk. Live-Streaming. Künstler-Editionen. Merchandising. Veröffentlichen. Digitale Archivierung. Virales Marketing. Geschäftsstrategien)“

Kluenter unterhält Ateliers in Shanghai, Kathmandu und Bürvenich (Vor-Eifel), Deutschland.
An der chinesischen Kunsthochschule der Tai Hu Universität in Wuxi bekleidet er seit 2020 ein Lehramt.
Familiäres
Rolf A. Kluenter ist verheiratet mit Kathy Kuai Jin, sie haben zusammen einen Sohn (Richard).

## Werke (Auswahl)
Kluenters Malereien sind vor allem abstrakt und „von Elementen westlicher Hochkunst-Inventionen“ beeinflusst. Das verdeutlichen die Pinselsetzungen, Überlappungen, Aussparungen, gesprühte Lack-Lasuren und frei fließende Tintenlinien, ein „gegenstandsloser Formenkanon“.
Seine Fotos setzt er oft auch in Verbindung mit multimedialen Möglichkeiten ein.
Als Basispapier benutzt Kluenter meist schwarzes Papier, das er eigens für seine Kunstobjekte in Nepal herstellen lässt (Lokta Paper), malt aber auch auf Keramik und anderen Farbpapieren sowie anderen Untergründen.
Ansonsten greift er auch auf lokale Materialien wie Ganga oder Acryl mit chinesischer Tusche zurück.
Multimedia:
- 2020: Der Hans Litten Aufschrei/The Hans Litten Outcry[4]
Mittels Fotos und einer interaktiven Installation stellt der Künstler das Kreuzverhör des Kommunisten Hans Litten dar, welches Adolf Hitler im Edenpalast im Jahr 1931 durchführte und diesen dabei zugleich bloßstellte. Der Betrachter kann somit auch den späteren Leidensweg von Hans Litten durch mehrere deutsche Konzentrationslager nachempfinden, bis zu dessen Ermordung 1938. Die Fotos wurden mit dem Schauspieler Markus Gertken an authentisch-historischen Orten in Berlin nachgestellt.[4]

Papier und Fotos:
- 2004: (ohne Titel), Pastell und Acryl auf collagiertem Papier; 70 × 100 cm; signiert und datiert Rolf Kluenter 2004
- 2004/2005: melancholia meets sophia, Papier, 250 × 240 × 25 cm[7]
- 2005: dual system, Papier, 241 × 91 cm[7]
- um 2021: Photography of the Buervenich wall painting Golden Tree – bodhi bonzai by Kunsang Rangdol in September 2018, 30 × 30 cm.

Filme:
- Tharu Village, das monotone dörfliche Leben in einem Himalaya-Dorf
- Urban Retreat, eine Gesichtspflegeprozedur in einem Shanghaier Schönheits-Salon
- 2014: Kleiner Kosmos Felsenkeller[1]
- 2016: In Full View (Kunstfilm), Uraufführung in Bürvenich[1]
- Empower[1]
- Sheltering Rocks[1]

Skulpturen:
- 2019: Raumflüsterer. Darstellung eines Lebensbaums aus verflochtenen Metalldrähten, der den Anfangsbuchstaben „A“ in vielen Schriften (Sprachen) der Welt enthält und damit die Früchte des Zusammenlebens aller ethnischen Gruppen und Religionen der Welt symbolisiert.[8]

## Ausstellungen (Auswahl)

### Beteiligungen/Gruppenausstellungen
Internationale Kunstausstellungen, Galerien und andere Häuser:
- 2009: La Fontaine Centre of Contemporary Art, Manama (Bahrain), Art Scene China[9]
- 1980: Kunsthalle Düsseldorf: perspektiven 2
- 1989: Deutsche Botschaft in Nepal, German Artists in Nepal
- 1993: New Museum of Contemporary Art, New York: In Transit[10]
- 1999: Liu Hai Su Museum, Shanghai: Pondering-Pulsating[10]
- 2000: Deutsches Haus (New York City): Rapture in Transit[10]
- Nationalgalerie Bangkok[11]
- Museum Mönchen Gladbach[11]
- Österreichisches Papiermachermuseum
- Koblenz, Künstlerhaus Metternich
- Taipei Museum für Neue Kunst
- Wereldmuseum Rotterdam
- Taiwan-Nationalmuseum für Schöne Künste
- Universität von Hong Kong, Run Run Shaw Creative Media Center
- 2003: Roemerthermen, Museum der Badekultur, Zülpich[12]
- 2005: Propeller Center für Bildende Kunst, Toronto: Refuse to Die[10]
- 2005: Galerie Von der Straeten, Amsterdam: Portals of the Labyrinth
Ausstellungskatalog, Rolf A. Kluenter,
- 2006: Holland Papier Biennale
- 2006: Sechste Shanghai-Biennale[13]
- 2006: Tao Gallery, Mumbai/Indien: Confluence[10]
- 2011: Venedig Biennale: Collateral Event Future Pass
- 2012: Neunte Shanghai Biennale
- um 2013: Museum für zeitgenössische Kunst (MOCA), Taipeh, Animamix Biennale: Visuelle Attraktion und Attacke
- 2014: Mittelrhein-Museum, Koblenz[14]
- Taragoan Museum, Kathmandu[15]
- 2021–Frühjahr 2022: Kunsthaus Taunusstein: Zwischenzeiten[16]

### Soloausstellungen (Auswahl)
- 1984: Goethe-Institut, Kathmandu, Nepal
- 1992: Bernice Steinbaum Gallery, New York: Sittings[10]
- 1993: Gallery Bastiaans, Boxmeer (kein Thema)[17]
- 1999: Linden-Museum, Stuttgart, sowie in Krefeld, in den USA und im Liu Hai Su Museum, Shanghai[17]
- 2000: Hoke Gallery, Shanghai: yellow dragon rising[17]
- 2004; National Gallery, Bangkok, Thailand: Secret room; in the back room, Art Scene Warehouse, Shanghai[17]
- 2006: Art Scene Warehouse, Shanghai, ONE MUST DO NO MORE THAN LOOK[17]
- 2007–2008: Galerie Ulrike Hrobsky: farther.beyond, anschließend in Shanghai,
Malereien, Papierinstallation, Photographie, zwei Filme und bedruckte Lichtboxfolien. 
 Ausstellungs-Monographie farther.beyond; mit Texten von Tad Williams, Magdalena Kroener, Klaus Flemming, Yin Yan, Andrea Neifhoefer; rund 120 Farbabbildungen (240 Seiten)[2]
- 2007: Today Art Kunstmuseum: Ost-West-Dialog, Beijing[18]
- 2008: stageBACK Gallery, Shanghai, China: Limbo grid[17]
- 2009: Backyard Gallery, Kopenhagen, Dänemark: fragility report[17]

## Veröffentlichungen (Auswahl)
- 1999: Pondering-pulsating meditation on the oriental world (zusammen mit Abby Wu); paper wood clay 1988-1999; at Liu Hai Su Art Museum, 12.3.1999 – 28.3.1999[19]
- 2004: Secret Room (zusammen mit Jonathan Liu und Andrea Neifhoefer)[20]
- 2008: Illustrationen zu nuked | nuklearisiert von Andreas Albrecht[4]
- 2008: Illustrationen zu Der letzte walzer von Andreas Albrecht[4]
- 2008: Illustrationen zu katz-diva von Andreas Albrecht[4]
- 2012: die nacht des respizienten (Texte 2005–2010)[4]
- 2018: Schlacht.Meister, 5000 Fotos über den im Jahr 2017 stillgelegten Schlachthof in Euskirchen[21]
- 2018: Achtsame Augenblicke; Begleitbuch zur Ausstellung Firas Sheik Mohammed und Ali Johar[4]

## Auszeichnungen
- 1989: National Endowment for the Arts, Painting Fellowship[10]
- 1991: National Endowment for the Arts, Painting Fellowship[10]
- 1993: Eureka Fellowship, The Fleishhacker Foundation, San Francisco, California[10]